# Recordando (tango)
Recordando es un tango póstumo fechado en 1935. Fue compuesto por Alfredo Le Pera, con música de Terig Tucci y la voz de Carlos Gardel. Quedó inconclusa tras la muerte de Le Pera y Gardel, en un accidente aéreo el 24 de junio de 1935 en Medellín, Colombia, y  en las que ambos murieron carbonizados.

## Historia del tango
Durante la estancia de Carlos Gardel en Nueva York, durante finales de 1933, hasta mediados del 35, como parte de su contrato cinematográfico con Paramount Pictures. Gardel coincide con la presencia, también en el país del Norte, del brillante músico argentino Terig Tucci, en ese momento director musical de la Columbia Broadcasting System, y en residencia en Nueva York desde 1925. Cabe agregar que Terig fue siempre visto como punto de referencia para los artistas argentinos que visitaban la patria en Washington. Cordial y amigable, fue por varias décadas el hombre en quien se pensaba para solucionar situaciones y abrir caminos en el ambiente artístico norteamericano.
Fue en aquella época, a comienzos de 1935, en que Gardel comenzó a componer en colaboración con Tucci el tema de un tango. Es decir: desarrollaron dos partes íntegras del mismo. Alfredo Le Pera le dio vida a su vez a la letra correspondiente  a esos párrafos. La composición como ocurre en creaciones de esa naturaleza no fue desde el comienzo una pieza completa. Algunos escorzos primero, derivados del módulo musical básico . Párrafos que se esbozan y se desechan. Intentos de forma que son dejados de lado. En suma: El proceso habitual. Gardel y Tarig en la música y Le Pera en la letra trabajaron en horas dispersas el tema. Las actuaciones, las giras y los planes sobre futuros trabajos cinematográficos impedían, por fuerza, una dedicación más amplia a esta labor. Tenía eso sí, el propósito de terminarlo luego de la gira inmediata, porque Gardel estaba muy entusiasmado con la pieza. Pero el accidente, cortó todo.
Tras el desafortunado final de la gira, la pieza quedó inconclusa y Terig Tucci quedó en posesión de los originales de lo ya compuesto. Lo que estaba resuelto era que el tango se llamara Recordando.

## Continuación del proyecto
Terig Tucci ante la brutal perdida de sus colegas, completó la pieza dándole terminación al tema musical que faltaba. En cuanto la letra fue terminada por José Le Pera, hermano del infortunado creador de tantos temas inolvidables. José trabajaba en una importante distribuidora cinematográfica de Buenos Aires. Si bien Alfredo, Gardel y Tucci tenían algunas composiciones esbozadas. Que lo hacían como la mayoría de los autores, anotando en forma dispersa algunos motivos, algunos versos, y con algunos compases. Luego de sus muertes, Tucci le hizo conocer el tango a José al que le faltaba completar la letra de la tercera parte o primera bis, haciéndolo aclarando antes que, por su puesto, él no tenía las cualidades poéticas ni creativas de su hermano.
El prestigioso pianista y compositor argentino Daniel López Barreto le preguntó a Tucci por qué no la había hecho conocer en los Estados Unidos, y este le contestó: 

" Porque creía que muerto Gardel, el público argentino debía ser el primero en escucharlo.

 Y al entregarle los originales a López Barreto, le dijo: 

"Hacelo conocer allá. Esto es una reliquia. Su obra póstuma. Nuestra muchachada merece, por el gran afecto que le tiene a su cantor, ser la primera en oírlo. Estoy seguro de que Gardel lo hubiese querido así..."

 Tiempo después , ya de vuelta en Buenos Aires, Agustín Irusta estrenó Recordando en una de sus actuaciones de Radio Belgrano, bajo el sello Decca. Fue en una audición evocativa del mes de junio de 1941. Pero el suceso quedó allí. Dispuesto, sin embargo, a cumplir con el desde de Terig Tucci de hacer conocer la pieza en Buenos Aires se conectó López Barreto con el periodista Rafael J. Brown, quien realizó una exhaustiva investigación por su cuenta para agregar datos fehacientes a todo lo conocido antes de publicarlo. 
El compositor de éxitos con Gardel  titulados Los ojos de mi moza y Sol tropical, Terig Tucci, aclaró su última experiencia con Carlos: 

"Es cierto que Gardel y yo nos pusimos la tarea de componer un tango. Me había gustado mucho el motivo por Gardel en un momento realmente inspirado. Sobre este tema (uno ocho compases básicos) desarrollamos él y yo el resto. Habíamos terminado las dos primeras partes cuando sobrevino esa tragedia del vuelo fatal. Le Pera estaba trabajando sobre la letra, todo iba muy bien, después desgraciadamente lo terrible... Cuando se me pasó la impresión de lo ocurrido y me sobrepuse al dolor que esa enormidad me causó, consideré un deber dar término el trabajo. Era un homenaje al amigo y una obligación de músico. Justamente estaba aquí José, hermano de Le Pera. Él terminó la letra y yo di forma definitiva al Recordando. Es cierto, como me preguntan, que entregué los originales a Daniel López Barreto. El los llevó allá y me extraña que Recordando no sea conocido en Buenos Aires, porque Daniel me escribió diciéndome que lo había cantado Irusta en Radio Belgrano. Y eso si que no lo entiendo. Es un tango que tendría que gustar. No comprendo qué piensan los muchachos de allá."

Rafael J. Brown hizo publicar el tango con todos los detalles en 1947 y volvió a repetirla en 1958, pero nadie del ambiente artístico argentino, ni cantantes ni músicos se interesaron por el tango. Si bien es cierto que Agustín Irusta la estrenó en 1941, también es verdad que esa fue la única vez que ese tema fue escuchado por el público argentino. En los 39 años que siguieron hasta la actualidad el tango permanece en el más riguroso silencio. Nadie más lo cantó, ni lo tocó, ni siquiera fue publicado  por editorial musical alguna.

## Letra deRecordando[7]
La llama alienta en la chimenea,

y al crepitar las leñas encendidas

hoy me atormentan como llagas de fuego:

reabren en mi alma hondas heridas.

La llama loca corre y pirueta

y en el delirio de la noche oscura

reviven años de intensa amargura

que tristes me acompañan en mi soledad.

Crepitan las leñas, revive el pasado

del fondo del tiempo como una visión,

y me trae el viejo perfume añorado

de la que fue un día mi sola ilusión.

Crujen las leñas, la llama agoniza,

mis manos persiguen aquella visión.

En vano se alargan, no hay más que ceniza,

ceniza en las leñas y en mi corazón.

Llevé la estrella de tus claros ojos,

diáfana luz de sempiterna andanza,

que allá en la ruta de mis años mozos

fue mi suspiro, fue mi esperanza.

Ahora mi senda está llena de abrojos,

mi vida mustia ya no tiene llantos,

y el corazón zozobra de quebrantos

al verme avergonzado de mi ingratitud.